# بردیانسک
بردیانسک (به روسی: Бердянськ) شهری در استان زاپوریژیا در کشور اوکراین واقع شده‌است. جمعیت این شهر ۱۰۷,۹۲۸ نفر (۲۰۲۱ تخمینی) است.